# Pediasia pseudopersella
Pediasia pseudopersella is een vlinder uit de familie van de grasmotten (Crambidae). De wetenschappelijke naam van de soort is voor het eerst geldig gepubliceerd in 1959 door Stanisław Błeszyński.